# Universal Music Africa
 (août 2022).
La mise en forme du texte ne suit pas les recommandations de Wikipédia : il faut le « wikifier ».
Les points d'amélioration suivants sont les cas les plus fréquents :
- Les titres sont pré-formatés par le logiciel. Ils ne sont ni en capitales, ni en gras.
- Le texte ne doit pas être écrit en capitales (les noms de famille non plus), ni en gras, ni en italique, ni en « petit »…
- Le gras n'est utilisé que pour surligner le titre de l'article dans l'introduction, une seule fois.
- L'italique est rarement utilisé : mots en langue étrangère, titres d'œuvres, noms de bateaux, etc.
- Les citations ne sont pas en italique mais en corps de texte normal. Elles sont entourées par des guillemets français : « et ».
- Les listes à puces sont à éviter, des paragraphes rédigés étant largement préférés. Les tableaux sont à réserver à la présentation de données structurées (résultats, etc.).
- Les appels de note de bas de page (petits chiffres en exposant, introduits par l'outil «  Source ») sont à placer entre la fin de phrase et le point final[comme ça].
- Les liens internes (vers d'autres articles de Wikipédia) sont à choisir avec parcimonie. Créez des liens vers des articles approfondissant le sujet. Les termes génériques sans rapport avec le sujet sont à éviter, ainsi que les répétitions de liens vers un même terme.
- Les liens externes sont à placer uniquement dans une section « Liens externes », à la fin de l'article. Ces liens sont à choisir avec parcimonie suivant les règles définies. Si un lien sert de source à l'article, son insertion dans le texte est à faire par les notes de bas de page.
- La présentation des références doit suivre les conventions bibliographiques. Il est recommandé d'utiliser les modèles {{Ouvrage}}, {{Chapitre}}, {{Article}}, {{Lien web}} et/ou {{Bibliographie}}. Le mode d'édition visuel peut mettre en forme automatiquement les références.
- Insérer une infobox (cadre d'informations à droite) n'est pas obligatoire pour parachever la mise en page.

Pour une aide détaillée, merci de consulter Aide:Wikification.
Si vous pensez que ces points ont été résolus, vous pouvez retirer ce bandeau et améliorer la mise en forme d'un autre article.
Universal Music Africa (UMA) est une société de musique multilingue de la maison de disque mondial Universal Music Group, couvrant 25 pays francophones, hispanophones et lusophones, en Afrique, avec son siège social situé à Abidjan, en Côte d’Ivoire. Universal Music Africa est connu pour abriter Motown Gospel Africa, Blue Note Records Africa et Def Jam Recordings Africa.

## Histoire
Universal Music Africa a été fondée le 11 juillet 2018 en tant que division africaine d'Universal Music Group (UMG). La même année, UMG nomme Moussa Soumbounou au poste de directeur général, et Olivier Nusse, le PDG d'Universal Music France, est nommé cadre vétéran, directeur d'artiste et promoteur en direct.
Suivant son lancement, Universal Music Africa (commercialisé sous le nom d'Universal Music Group Africa), a signe avec Kiff No Beat, DJ Arafat, Toofan, Locko et Ténor comme dans son écurie.
Le 11 avril 2018, M. Eazi Banku Music a signé un accord de licence avec Universal Music Group Africa, en collaboration avec Universal Music South Africa, pour distribuer son album Life Is Eazi, Vol. 2 - Lagos to London en Afrique.
Le 17 juin 2019, Charlotte Dipanda, Mink's, Magasco, Pit Baccardi et Mimie, rejoignent à leur tour UMA.
Le 30 août 2019, Yemi Alade a sorti son quatrième album studio Woman of Steel via Universal Music Africa et Effyzzie Music Group. Le 9 septembre 2019, elle signe un contrat de licence avec Universal Music Africa, en partenariat avec Universal Music France.
Le 13 janvier 2020, Universal Music Group, promeut Franck-Alcide Kacou, en tant que directeur général d'Universal Music Group Africa. Le 16 mai 2020, UMA, organise The Africa at Home, concert virtuel, avec des performances d'artistes tels que Yemi Alade, Magic System, Serge Beynaud, Vegedream, Kiff No Beat, Fally Ipupa, Singuila, Hiro, Toofan, Locko, Didier Awadi, Salif Keita, Angélique Kidjo et Patience Dabany.
En janvier 2021, UMG nomme respectivement Sipho Dlamini et Elouise Kelly en tant que PDG et COO de la zone Afrique subsaharienne et d'Universal Music South Africa, tandis que Dlamini continue de rendre compte à Adam Granite, le vice-président exécutif d'UMG, afin d'identifier d'autres opportunités pour les artistes signés chez Universal Music Africa. Il continue de superviser l'ensemble des opérations d'UMG dans les pays d'Afrique anglophone. Chinedu Okeke, lui, est nommé directeur général d'Universal Music Group Nigeria.
En septembre 2022, Michel Bampély et Virginie Eudes du label Urban Music Tour rejoignent Universal Music Africa via la filiale Virgin Music Africa.

## Pays d'opération
Universal Music Africa opére en Côte d'Ivoire, au Cameroun, au Nigeria, au Sénégal, au Bénin, au Burkina Faso, au Burundi, au Cabo Verde, en République centrafricaine, Tchad, Comores, RD Congo, Djibouti, Guinée équatoriale, Gabon, Guinée, Guinée-Bissau, Madagascar, Mali, Niger, Sao Tomé et Principe, Sénégal, Seychelles, Togo et en Afrique du Sud.

## Artiste de boug
Les artistes et producteurs signés chez Universal Music Africa sont:
- Locko
- Rophnan
- Ténor
- DJ Arafat
- Singuila
- Vegedream
- Dena Mwana (Motown Gospel Africa)
- Toofan
- Youssou N'Dour
- Yemi Alade
- Booba
- Sauti Sol
- Charlotte Dipanda

- Amanda Malela
- Adamo on the beat depuis Lakota PAD chauffeur
- BAK DIA
- Kiff No Beat
- Michel Bampély (Virgin Music Africa)
- Mr Eazi
- Boni Faas (Universal Music Africa)
- Zainhy (99Loner)

## Discographie sélectionnée

### Singles
| Artiste/Groupe    | Titre                                               | Année | Album                          | Date de sortie   |
| ----------------- | --------------------------------------------------- | ----- | ------------------------------ | ---------------- |
| Locko             | "Hein Hein Hein"                                    | 2018  | Cloud Nine                     | 31 mai 2019      |
| Ténor             | "ONPP"                                              | 2018  | Non-album single               |                  |
| Ténor             | "Kaba Ngondo"                                       | 2018  | Non-album single               |                  |
| Ténor             | "Do Le Dab"                                         | 2018  | Non-album single               |                  |
| Ténor             | "Bahatland"                                         | 2018  | Non-album single               |                  |
| Ténor             | "Bad Things"                                        | 2018  | Non-album single               |                  |
| Ténor             | "Alain parfait (A L'imparfait)                      | 2018  | On finit                       | 7 août 2019      |
| DJ Arafat         | "Dosabado"                                          | 2018  | Renaissance                    | 28 décembre 2018 |
| DJ Arafat         | "Pandou Koule"                                      | 2018  | Non-album single               |                  |
| Toofan            | "Money"                                             | 2018  | Conquistadors                  | 31 août 2018     |
| Toofan            | Affairage                                           | 2018  | Conquistadors                  | 31 août 2018     |
| Locko             | "Let Go"                                            | 2019  | Cloud Nine                     | 31 mai 2019      |
| Locko             | "Katana"                                            | 2019  | Cloud Nine                     | 31 mai 2019      |
| Ténor             | "Besoin de sourire"                                 | 2019  | Non-album single               |                  |
| Ténor             | "J'aime pas"                                        | 2019  | Non-album single               |                  |
| Ténor             | "Speedy"                                            | 2019  | Non-album single               |                  |
| Ténor             | "C'est bon"                                         | 2019  | Non-album single               |                  |
| DJ Arafat         | "Lékilé"                                            | 2019  | Non-album single               |                  |
| DJ Arafat         | "Moto Moto"                                         | 2019  | Non-album single               |                  |
| DJ Arafat         | "Maman"                                             | 2019  | Non-album single               |                  |
| Singuila          | "La femme de quelqu'un"                             | 2019  | Docteur Love                   | 12 février 2021  |
| Mimie             | "Ten Ten"                                           | 2019  | À venir                        |                  |
| Sauti Sol         | Extravaganza                                        | 2019  | Non-album single               |                  |
| Toofan            | "Panenka"                                           | 2019  | Non-album single               |                  |
| Toofan            | "Ye Mama"                                           | 2020  | Non-album single               |                  |
| Locko             | "Mêmes mêmes choses"                                | 2020  | Locked Up                      | 22 mai 2020      |
| Locko             | "Au mariage de ma go"                               | 2020  | À venir                        |                  |
| Ténor             | "Ils ne savent pas"                                 | 2020  | À venir                        |                  |
| Ténor             | "Ce que je veux"                                    | 2020  | À venir                        |                  |
| Ténor             | "Immortalité (Hommage à Dj Arafat)"                 | 2020  | À venir                        |                  |
| Ténor             | "Comme d'habitude"                                  | 2020  | À venir                        |                  |
| Ténor             | "Cypher"                                            | 2020  | À venir                        |                  |
| Ténor             | "Vitres teintées"                                   | 2020  | À venir                        |                  |
| Ténor             | "Salauds"                                           | 2020  | À venir                        |                  |
| Singuila          | "Belle"                                             | 2020  | Docteur Love                   | 12 février 2021  |
| Singuila          | "Les gars"                                          | 2020  | Docteur Love                   | 12 février 2021  |
| Singuila          | "Dans la cage du rossignol (Episode 9: La voisine)" | 2020  | Nono-album single              |                  |
| Singuila          | "Boniments"                                         | 2020  | Nono-album single              |                  |
| DJ Arafat         | "Kong"                                              | 2020  | À venir                        |                  |
| DJ Arafat         | "Péter les plombs (Remix)"                          | 2020  | À venir                        |                  |
| Yemi Alade        | "Boyz"                                              | 2020  | Empress                        | 20 novembre 2020 |
| Yemi Alade        | "True Love"                                         | 2020  | Empress                        | 20 novembre 2020 |
| Charlotte Dipanda | "Quand tu n'es pas là"                              | 2020  | CD                             | 26 février 2021  |
| Charlotte Dipanda | "Cœur en cage"                                      | 2020  | CD                             | 26 février 2021  |
| DJ Arafat         | "Péter les plombs"                                  | 2021  | À venir                        |                  |
| Mimie             | "Faya"                                              | 2021  | À venir                        |                  |
| Locko             | "Voyage"                                            | 2021  | Era                            | 17 décembre 2021 |
| Locko             | "Indécis ( NDC )"                                   | 2021  | Era                            | 17 décembre 2021 |
| Locko             | "Hein Hein Hein (Kimbo Remix)"                      | 2021  | Non-album single               |                  |
| Singuila          | "Les étoiles sont alignées"                         | 2021  | À venir                        |                  |
| Singuila          | "Statut"                                            | 2021  | À venir                        |                  |
| Toofan            | "Gbokirigbo"                                        | 2021  | À venir                        |                  |
| Toofan            | "Goumin Fracas"                                     | 2021  | À venir                        |                  |
| Toofan            | "Ona"                                               | 2021  | À venir                        |                  |
| Booba             | "Mona Lisa"                                         | 2021  | ULTRA                          | 5 mars 2021      |
| Booba             | "Kayna"                                             | 2021  | À venir                        |                  |
| Booba             | "Plaza Athénée"                                     | 2021  | À venir                        |                  |
| Booba             | "Dragon"                                            | 2021  | À venir                        |                  |
| Booba             | "VARIANT"                                           | 2021  | À venir                        |                  |
| Booba             | "Geronimo"                                          | 2021  | À venir                        |                  |
| Booba             | "Leo Messi"                                         | 2021  | À venir                        |                  |
| Booba             | "PRT"                                               | 2021  | À venir                        |                  |
| Mimie             | "Petite Sœur"                                       | 2022  | À venir                        |                  |
| Ténor             | "Mami Wata"                                         | 2022  | À venir                        |                  |
| Singuila          | "Dans ma bulle"                                     | 2022  | À venir                        |                  |
| Youssou N'Dour    | "Le grand bal"                                      | 2022  | À venir                        |                  |
| Booba             | "Pablo"                                             | 2022  | À venir                        |                  |
| Saint-Michel      | "Mon pays"                                          | 2023  | Grand Enfant (Afro-jazz vol.1) | 26 mai 2023      |

### Albums & EPs
| Year | Titre                                  | Artiste(s)        | Date de sortie   | Certifications |
| ---- | -------------------------------------- | ----------------- | ---------------- | -------------- |
| 2018 | Un jour dans ma vie                    | Charlotte Dipanda | 2018             |                |
| 2018 | The Bridge                             | Locko             | 16 février 2018  |                |
| 2018 | Nnom Ngui                              | Ténor             | 18 mai 2018      |                |
| 2018 | Mixtape Made In Bled                   | Kiff No Beat      | 3 août 2018      |                |
| 2018 | Conquistadors                          | Toofan            | 31 août 2018     |                |
| 2018 | Life Is Eazi, Vol. 2 - Lagos to London | Mr Eazi           | 9 novembre 2018  |                |
| 2018 | Renaissance                            | DJ Arafat         | 28 décembre 2018 |                |
| 2019 | Cloud Nine                             | Locko             | 31 mai 2019      |                |
| 2019 | Bledard Is The New Fresh               | Kiff No Beat      | 13 juin 2019     |                |
| 2019 | Woman of Steel                         | Yemi Alade        | 30 août 2019     |                |
| 2020 | Locked Up                              | Locko             | 22 mai 2020      |                |
| 2021 | Docteur Love                           | Singuila          | 12 février 2021  |                |
| 2021 | CD                                     | Charlotte Dipanda | 26 février 2021  |                |
| 2021 | MBALAX                                 | Youssou N'Dour    | 12 novembre 2021 |                |
| 2021 | Era                                    | Locko             | 17 novembre 2021 |                |
| 2023 | Grand Enfant (Afro-jazz vol.1)         | Saint-Michel      | 26 mai 2023      |                |